# Generation (Gesellschaft)

Zeitleiste der Generationen

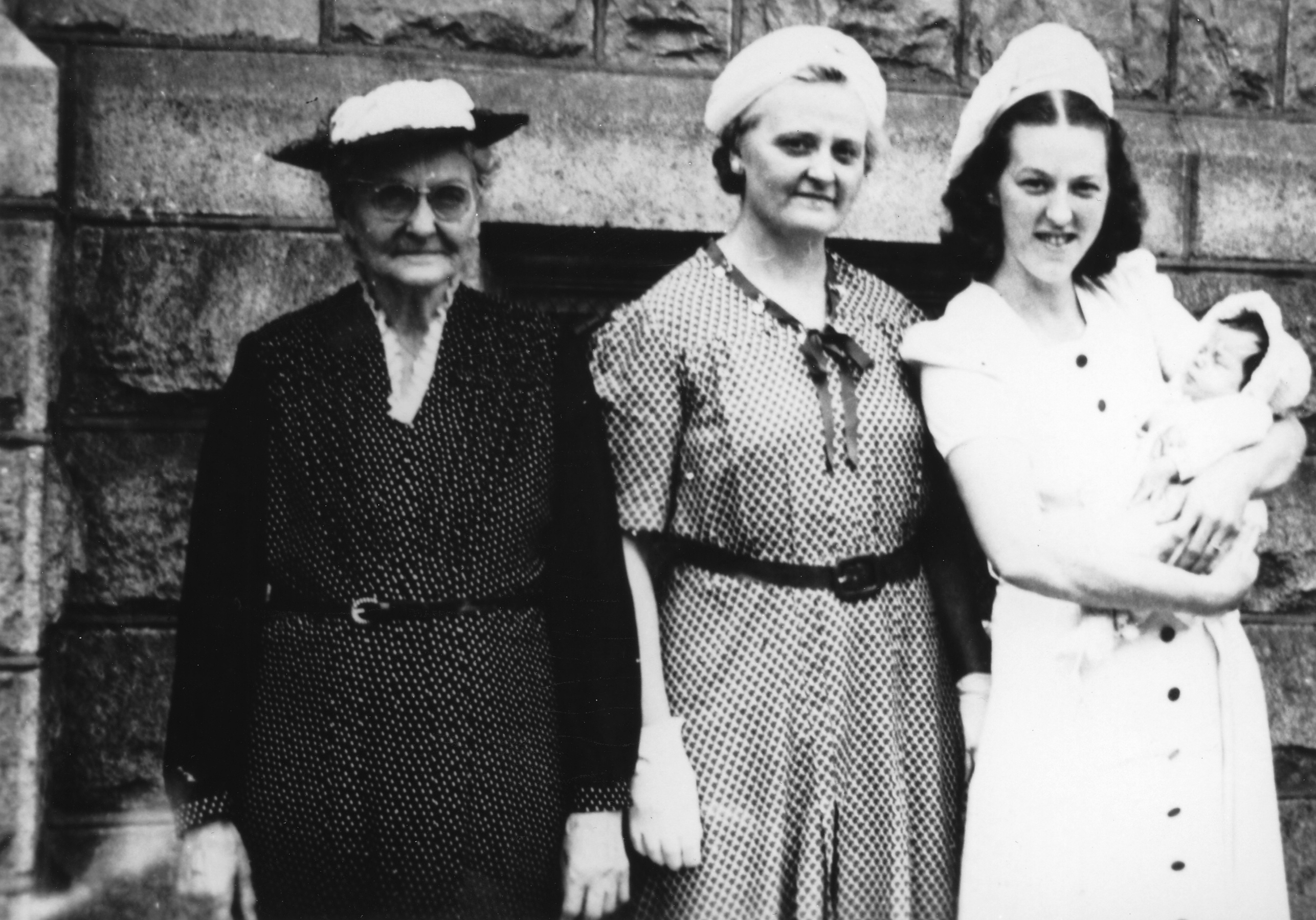
Vier Generationen einer Familie: Urgroßmutter, Großmutter, Mutter und Baby (USA 1946)

Generation bezeichnet im soziokulturellen Verständnis eine große Gruppe von Personen, die als Altersgruppe in ihrer Gesellschaft oder aufgrund der gemeinsamen Prägung durch eine spezifische historische oder kulturelle Konstellation eine zeitbezogene Ähnlichkeit aufweisen. Gängig ist beispielsweise die Unterteilung einer Gesellschaft in die Generationen der Jungen und der Alten oder in die Kinder- und die Eltern-Generation. Wichtige gesellschaftliche Aspekte sind hierbei der Generationenwechsel und die Weitergabe von Wissen von Generation zu Generation (vergleiche Kommunikatives Gedächtnis).
Ähnlich wie Ethnizität oder Geschlecht beziehungsweise Gender hat sich auch die Vorstellung von Generationen als einem „kulturellen Deutungsmuster“ etabliert, um Identitäten und Unterschiede von Menschen zu beschreiben. Dabei gehen die Kulturwissenschaften mittlerweile nicht mehr davon aus, dass jeder Mensch naturgesetzlich einer Generation angehört, sondern dass Generationen „gemacht“ werden und sich in kommunikativen Prozessen herausbilden. In dieser Hinsicht lehnen sich die Generation Studies an Forschungsansätze der Gender Studies an. Hierbei ist zu berücksichtigen, dass ständig Menschen geboren wurden und werden, die Abgrenzung von „Generationen“ durch Benennung des ältesten und des jüngsten Jahrgangs einer Alterskohorte also oft ein Element der Willkür enthält.
Historisch hat sich in verschiedenen Zeitaltern und Diskursen das Verständnis von Generation immer verändert. Mal dominiert dabei die genealogische Perspektive, bei der Generationen als Abstammungsgruppen verstanden werden, mal dominiert die Perspektive, dass Generationen historisch einmalige Phänomene sind, weil Menschen durch eine spezifische historische Situation oder auch durch Meilensteine der technischen Weiterentwicklung ähnlich geprägt werden. Weiterhin lässt sich unterscheiden, ob sich der Begriffsumfang auf eine gesamte (nationale) Gesellschaft erstreckt (etwa die 68er) oder auf Teilbereiche der Gesellschaft (etwa Generationen von Wissenschaftlern oder Schriftstellern). Manchmal steht eher im Vordergrund, die Identität einer Gruppe zu beschreiben („Generationalität“), manchmal eher den Unterschied zwischen verschiedenen Gruppen („generationelles Verhältnis“) und manchmal soziale Prozesse wie Prägung, Wirkung und Wandel („Generativität“).

## Karl Mannheims „Problem der Generationen“
Für die Soziologie hat Karl Mannheim 1928 im Rahmen seiner Wissenssoziologie einen prägenden und auch auf andere Wissenschaften ausstrahlenden „Generationen“-Begriff vorgelegt, der nicht die zuvor üblicherweise genannten 30 Jahre umfasst, sondern durch gemeinsame „Generationserlebnisse“ charakterisiert wird, also prägende Ereignisse in Kindheit und Jugend, die einen Einfluss auf ganze Geburtsjahrgänge haben. Bei rapidem sozialem Wandel umfasst eine Generation demnach weniger Kohorten (in der Gegenwart fassen häufig Wissenschaftler und Marketingexperten Kohorten von fünfzehn Geburtsjahrgängen zu einer „Generation“ zusammen). Für seine soziologische Analyse des Problems der Generationen beruft sich Mannheim einerseits auf die von David Hume und Auguste Comte herkommende positivistische Richtung, die versuchte, feste, äußerlich quantifizierte Zeitabschnitte von zumeist 30 Jahren zu finden, die als Generationen aufeinander folgten. Andererseits greift Mannheim auf das romantische in der historistischen Schule vorkommende Generationsverständnis zurück, das auf die qualitative, nur innerlich erfahrbare Zeit geistiger Bewegungen abzielte, wie es in der Kunstgeschichte gebräuchlich ist.
Mannheim unterschied zwischen Generationslagerung, Generationszusammenhang und Generationseinheit. Generationslagerung ist dabei der Oberbegriff, der die ungefähr gleichzeitige Geburt „im selben historisch-sozialen Raume – in derselben historischen Lebensgemeinschaft“ bedeutet, also die Grundbedingung dafür, einem Generationszusammenhang oder einer Generationseinheit anzugehören. Ein Generationszusammenhang ist eine hinzukommende Verbindung, die in der „Partizipation an den gemeinsamen Schicksalen“ und in der Teilhabe an den geistigen Strömungen der Zeit besteht. Ein Generationszusammenhang umfasst mehrere Generationseinheiten. Die Mitglieder der Generationseinheiten sind noch enger miteinander verbunden, da sie die geistigen Strömungen der Zeit in gleicher Weise verarbeiten: Sie teilen „Grundintentionen und Gestaltungsprinzipien“, die sie zu einer Gruppe sozialisieren und für eine einheitliche Reaktion auf die Zeitströmungen sorgen.
Dem Leibniz-Zentrum für Literatur- und Kulturforschung zufolge wird ein weitgehend von Karl Mannheim geprägter Generationsbegriff nicht nur in der Soziologie, sondern auch „von der Literatur über die […] Psychoanalyse, Geschichtsschreibung und Wissenschaftsgeschichte bis ins Feuilleton und die Produktwerbung“ verwendet.

## Typen der Generationskonstruktion
Jürgen Zinnecker unterscheidet, von Mannheims „kanonischem“ Werk ausgehend, mindestens drei Bedeutungen des Begriffs Generation: Die erste Bedeutung zielt auf das Geburtsjahr und fasst Personen in Kohorten zusammen, die im selben Jahr oder in einander benachbarten Jahren geboren sind (Geburtsgeneration). Eine zweite Semantik erfasst Personen, die unabhängig vom individuellen Geburtsjahr im gleichen Zeitraum leben und daher an gleichen historischen Ereignissen teilnehmen (zeitgeschichtliche Generation). Die dritte Bedeutung ergibt sich aus dem Lebenslauf und einer Einteilung in Altersgruppen wie etwa Jugendliche, Erwachsene und Senioren (Lebensaltergeneration).
Dass man die drei Typen von Generationen nicht miteinander verwechseln sollte, erkennt man daran, dass Angehörige benachbarter Jahrgänge im Laufe der Zeit älter werden und dadurch anderen Lebensaltergenerationen angehören. Die Fragwürdigkeit von Narrativen über „heroische Generationen“ (z. B. die 68er) zeigte Bernd Weisbrod 2005 auf: „Fragte man in den neunziger Jahren die zwischen 40- und 85-Jährigen nach den für sie wichtigsten prägenden historischen Ereignissen, so dominierte immer das Kriegsende und die im November 1989 eingeleitete Wende, nur neun Prozent der 40- bis 54-Jährigen im Westen nannten ‚68‘, im Osten waren es weniger als ein Prozent.“ Durch dieses Beispiel zeige sich, dass dem Konstrukt „68er“ als Geburtsgeneration zu viel Bedeutung beigemessen werde. Bezüglich dieser Einschätzung gebe es in der „Erlebnisgeneration“ (den in den 1990er Jahren Befragten) Unterschiede nur zwischen West- und Ostdeutschen.

## Beispiele für Generationen in Deutschland und den USA
Generationen – im Sinne Mannheims mit gleichen, markant typisierenden Erlebnissen ihrer Geburtsgeneration – wurden häufig nach den verbindenden Ereignissen oder Erfahrungen benannt. Mannheim unterscheidet selbst den Generationszusammenhang der Jugend der Befreiungskriege. Dabei seien zwei Generationseinheiten relevant geworden, nämlich einerseits die liberal-rationalistische Richtung, die sich im Vormärz fortsetzte, andererseits die dem deutschen Konservativismus angehörige romantisch-irrationale Richtung.

### 20. Jahrhundert
Weiter nennt er die Geburtsgenerationseinheiten der Jugendbewegung (zu Beginn des 20. Jahrhunderts) und die ihm „gegenwärtige“ Neuromantik.
Die Generationen seit der Weimarer Republik folgten einander zunächst in recht kurzen Abständen in durchaus unterschiedlich geprägter Form. Der Generation der in den frühen 1920er Jahren Geborenen, die als Jugendliche bereits im Zweiten Weltkrieg an die Front mussten (Helmut Schelskys „Skeptische Generation“), folgten die Jahrgänge 1926–29, die noch als Oberschüler Flakhelferdienste zu leisten hatten (vgl. die „Swingjugend“). Aus der nicht mehr eingezogenen „Kriegskindergeneration“ der späten 1930er und frühen 1940er Jahre rekrutierten sich die sozialen Bewegungen der „58er“ in der Bonner Republik. Die Weißen Jahrgänge in beiden deutschen Staaten wurden von keiner deutschen Armee eingezogen.
Die nächste Geburtsgeneration wuchs in der Zeit des „Wiederaufbaus“ heran. Aus ihren Reihen rekrutierten sich die „68er“. In den USA waren 68er und Baby-Boomer weitgehend deckungsgleich. Geburtenstarke Jahrgänge gab es in der „Bonner Republik“ erst 1955–1967, während in den USA bereits von der Generation Jones gesprochen wurde. Die späteren US-amerikanischen Jahrgangsgruppen durch Douglas Coupland in Anlehnung an dessen gleichnamigen Roman zugewiesene Bezeichnung Generation X (USA 1960–1970) sowie die daraus abgeleiteten Bezeichnungen „Generation Y“ und „Generation Z“ decken sich nur teilweise mit bundesdeutschen Zuordnungen. Hier etablierte sich für die zwischen 1965 und 1975 geborenen der Begriff der Generation Golf. Die in den 1980er Jahren Geborenen wurden in der BRD mit dem (inzwischen aus der Mode gekommenen) Begriff MTV-Generation bezeichnet, um den Einfluss der Musiksender und Videoclip-Ästhetik hervorzuheben. Das Label Generation Praktikum sollte den Einfluss eines veränderten Arbeitsmarktes als prägende Erfahrung für die betreffende Generation akzentuieren.
Weitere Bezeichnungen wie z. B. Generation Doof, Generation iPod oder Generation Youtube kursieren genauso wie Generation Prekär oder Generation Maybe.
Laut Simon Schnetzer haben in Europa „die Bezeichnungen XYZ seit ca. 2010 langsam die Generationenlabel abgelöst, die an Produkte oder Eigenschaften geknüpften waren, wie Generation Golf, Generation Handy oder Generation beziehungsunfähig“. Für die Zeit der Sozialisation ab 1990 wurden diese Begriffe auch in postkommunistischen Staaten verwendet.
Der Wechsel der Begrifflichkeiten ist auch im Hinblick auf den Zusammenbruch der DDR zu beobachten. Nach der in der DDR gebräuchlichen Terminologie folgten auf die „erste Generation Ostdeutschland“, die „Aufbaugeneration“, die „zweite Generation Ostdeutschland“, die in der DDR geboren, sozialisiert, ausgebildet und berufstätig wurde. Die Angehörigen der Jahrgänge 1975–1985 wurden (und werden teilweise immer noch) „Dritte Generation Ostdeutschland“ oder auch „Wendekinder“ genannt; ihr Hauptmerkmal ist der Besuch eines DDR-Kindergartens, teilweise auch einer DDR-Schule mit darauffolgender „Umsozialisierung“ (zeitliche Abfolge: Kriegskinder → DDR-Kinder → Wendekinder).
Denjenigen, die ihre sekundäre Sozialisation in bundesdeutschen Einrichtungen erfuhren, wird von einigen bescheinigt, Angehörige der gesamtdeutschen Generation Y (bzw. bereits der Generation Z) zu sein, was von anderen nur mit Einschränkungen bestätigt wird.

### 21. Jahrhundert
Zur Generation „App“ gehören in der Begrifflichkeit derjenigen, die Generationen inhaltliche Merkmale charakterisierende Namen zu geben pflegen, die ab 2010 Geborenen. Dieselben Jahrgänge werden von denen, die bei Generationsbezeichnungen mit Buchstaben operieren, seit 2008 Generation Alpha genannt. Die gemeinten Jahrgänge benutzen laut ihren „Entdeckern“ selbstverständlich und in ihr Leben integriert Smartphones, Computer und Apps zur Information, Kommunikation und Bildung. Sie wächst zunehmend in Einzelkind-Familien auf.
Das Merkmal „junge, wahlberechtigte Erwachsene“ ist auch für die Bezeichnung „Generation What?“ ausschlaggebend, die in Europa seit 2016 und in der arabischen Welt seit 2017 gebräuchlich geworden ist.
An konkreten Ereignissen orientiert sind die Bezeichnungen „Generation Greta“ und „Generation Corona“. Erstere bezieht sich auf die Angehörigen und jungen Sympathisanten der Bewegung Fridays for Future, letztere auf die Jahrgänge, die von den Belastungen (vor allem in Form des Ausfalls von Präsenzunterricht) durch die COVID-19-Pandemie als Schüler, Auszubildende und Studierende betroffen waren. Unabhängig von ihrem Geburtsjahrgang sind diese Betroffenen Angehörige derselben zeitgeschichtlichen Generation.